# 三世一身法
三世一身法（さんぜいっしんのほう、さんぜいっしんほう）は、奈良時代前期の養老7年4月17日（723年5月25日）に発布された格（律令の修正法令）であり、墾田の奨励のため開墾者から三世代（または本人一代）までの墾田私有を認めた法令である。三世一身の法、養老七年格とも。

## 背景
8世紀初頭の日本では班田収授法に基づき、6年ごとに班田（農地の分配）が行われた。そのため、分配された農地は6年で収公され、期限が近づくごとに農地が荒廃した。また開墾者の権利が明確に定められず、国郡司が墾田を恣意的に収公することもあった。そのため、開墾者の意欲が低下しており、このような背景で三世一身法が発布された。

## 内容
灌漑施設（溝や池）を新設して墾田を行った場合は、三世（本人・子・孫と、子・孫・曾孫とする説がある）までの所有を許し、既設の灌漑施設（古い溝や池を改修して使用可能にした場合）を利用して墾田を行った場合は、開墾者本人一世の所有を許す。開墾地の面積制限はない。

## 影響
三世一身法は農地の収公を停止するものではなく、遅らせるだけだったので、開墾促進の効果が上がらなかったとされる。また農地開墾が裕福な貴族、神社、寺院に限られたため、大土地所有者が現れるようになった。
このような状況の中、律令政府は天平15年（743年）にさらなる開墾促進策として墾田永年私財法を発布した。